# Zbigniew Bagiński
Zbigniew Bagiński (ur. 19 stycznia 1949 w Szczecinie, zm. 24 sierpnia 2024 w Warszawie) – polski kompozytor i pedagog.

## Życiorys
W latach 1967–1972 studiował kompozycję w Państwowej Wyższej Szkole Muzycznej w Warszawie pod kierunkiem Tadeusza Paciorkiewicza. Po ukończeniu studiów, w latach 1973–1974 współpracował z Instytutem Muzykologii Katolickiego Uniwersytetu Lubelskiego. W roku 1989 objął prowadzenie klasy kompozycji w Akademii Muzycznej w Warszawie, współpracował z Państwową Wyższą Szkołą Teatralną w Warszawie. W latach 1989–1999 pełnił funkcję sekretarza generalnego Związku Kompozytorów Polskich, a w latach 2001-2011 był prezesem warszawskiego oddziału ZKP.
Był autorem Hejnału Zamku Królewskiego w Warszawie, melodii na podstawie motywów „Warszawianki” i „Marszu Mokotowa, ustanowionej w 2008 uchwałą Rady Warszawy Hejnałem Warszawy.

## Nagrody i odznaczenia
- 1973 – wyróżnienie na Konkursie Młodych Związku Kompozytorów Polskich mi. Tadeusza Bairda za Wyprawy na drugą stronę na flet, fortepian i tam-tam
- 1992 – III nagroda na Międzynarodowym Konkursie Kompozytorskim w Kijowie za Threnody na orkiestrę symfoniczną i chór mieszany
- 1995 – I nagroda na konkursie zorganizowanym z okazji 50-lecia Związku Kompozytorów Polskich za Małą symfonię elegijną
- 2006 - coroczna Nagroda Związku Kompozytorów Polskich[2]
- 2015 – Srebrny Medal „Zasłużony Kulturze Gloria Artis”

## Kompozycje
- Rubajaty Omara Chajjama, na baryton i zespół instrumentalny (1971)
- Miscellanea, na fortepian (1972)
- muzyka symfoniczna (1972)
- Wyprawy na drugą stronę, na flet, fortepian i tam-tam (1973)
- Acho, na organy (1974)
- Refrain, na 2 fortepiany (1975)
- Concerto, 26 na orkiestrę kameralną (1978)
- Triad, na orkiestrę symfoniczną (1981)
- Hawaiian songs, dla 4 perkusistów (1981)
- Dwa utwory z łącznikiem, na flet altowy, klarnet, klawesyn i kwartet smyczkowy (1983)
- Trio z KODĄ. Hommage a Brahms, na skrzypce, wiolonczelę i fortepian (1983)
- Menażeria czyli wybryk słonia, musical dla dzieci do libretta kompozytora według Stanisława Ignacego Witkiewicza (1983)
- Solo, Duo, Trio, na obój, klarnet i fagot (1984)
- Sinfonia Notturna (1984)
- Koncert na klawesyn i orkiestrę (1985)
- Versus, do tekstu bez tytułu Zbigniewa Herberta, na baryton i zespół kameralny (1985)
- Oh, sweet baroque!, suita na orkiestrę smyczkową (1985)
- Solo III, na kontrabas solo (1985)
- II kwartet smyczkowy (1986)
- Credo, dla 7 wykonawców (1986)
- Wariant podwójny, na organy i perkusję (1987)
- Kanony, scherza, epigramaty..., dla 13 (12) wykonawców (1987)
- G.P.P. FOR 7, na flet, skrzypce, perkusję i klawesyn (1987)
- Symfonia w siedmiu odsłonach (1988)
- Inventores rerum, na chór mieszany a cappella (1988)
- A. D. 1988, na fortepian (1988)
- Nokturn – kołysanka, dla 12 muzyków (1989)
- Kwartet fortepianowy (1990)
- Growth, na orkiestrę (1990)
- Blanc et noir, na gitarę (1990)
- III kwartet smyczkowy (1991)
- Solo IV, na wiolonczelę (1991)
- Choreae vulgares, „rzecz na głosy męskie (i nie tylko)”, do fragmentów Trans-Atlantyku Witolda Gombrowicza (1992)
- Threnody, na orkiestrę symfoniczną i chór mieszany (1992)
- Msza na chór mieszany a cappella (1993)
- Mała symfonia elegijna, (1995)
- Koncert fortepianowy (1995)
- Koncert na wiolonczelę i orkiestrę smyczkową (1995)
- Hejnał warszawski w Warszawie(1995)
- Ogród Armidy, na klarnet, róg i kwintet smyczkowy (1996)
- Cake-walk, rondo na fortepian na 4 ręce (1996)
- kwintet fletowy (1998)
- Dwa tańce, na orkiestrę smyczkową (1998)
- Liber belli et pacis, kantata na baryton, chór mieszany i orkiestrę symfoniczną (1999)
- Trzy utwory na orkiestrę smyczkową (2002)